# Верзерештій-Ной
Верзерештій-Ной (рум. Vărzăreștii Noi) — село у Калараському районі Молдови. Утворює окрему комуну.

## Населення
За даними перепису населення 2004 року у селі проживали 1309 осіб.
Національний склад населення села:
| Національність       | Кількість осіб | Відсоток   |
| -------------------- | -------------- | ---------- |
| молдавани румуни     | 1275 25        | 97,4% 1,9% |
| росіяни              | 4              | 0,3%       |
| українці             | 3              | 0,2%       |
| гагаузи              | 1              | 0,1%       |
| інша / без відповіді | 1              | 0,1%       |
| Всього               | 1309           | 100%       |